# Tazlina
Tazlina és una concentració de població designada pel cens dels Estats Units a l'estat d'Alaska. Segons el cens del 2000 tenia 149 habitants.

## Demografia
Segons el cens del 2000, Tazlina tenia 149 habitants, 59 habitatges, i 37 famílies La densitat de població era de 8,8 habitants/km².
Dels 59 habitatges en un 32,2% hi vivien nens de menys de 18 anys, en un 47,5% hi vivien parelles casades, en un 8,5% dones solteres, i en un 35,6% no eren unitats familiars. En el 28,8% dels habitatges hi vivien persones soles el 3,4% de les quals corresponia a persones de 65 anys o més que vivien soles. El nombre mitjà de persones vivint en cada habitatge era de 2,53 i el nombre mitjà de persones que vivien en cada família era de 3,18.
Per edats la població es repartia de la següent manera: un 30,2% tenia menys de 18 anys, un 5,4% entre 18 i 24, un 33,6% entre 25 i 44, un 24,2% de 45 a 60 i un 6,7% 65 anys o més.
L'edat mediana era de 34 anys. Per cada 100 dones de 18 o més anys hi havia 136,4 homes.
La renda mediana per habitatge era de 56.000 $ i la renda mediana per família de 57.917 $. Els homes tenien una renda mediana de 42.500 $ mentre que les dones 25.625 $. La renda per capita de la població era de 23.992 $. Aproximadament el 7,3% de les famílies i el 8,1% de la població estaven per davall del llindar de pobresa.

## Poblacions més properes
El següent diagrama mostra les poblacions més properes.